# 津市立朝陽中学校
津市立朝陽中学校（つしりつちょうようちゅうがっこう）は、三重県津市河芸町上野にある公立中学校。創立記念日は7月10日。 

## 校歌
- 中井正義作詞／前田卓央作曲

## 行事
- 4月入学式
- 5月体育祭
- 10月文化祭
- 3月卒業式

## 部活
- サッカー部
- 野球部
- ソフトボール部
- 男子バスケットボール部
- 女子バスケットボール部
- 男子柔道部
- 女子柔道部
- 男子バレー部
- 女子バレー部
- 男子卓球部
- 女子卓球部
- 男子剣道部
- 女子剣道部
- ブラスバンド部
- 科学部
- 美術部
- 放送部
- 水泳部
- 陸上部（夏休みを中心に有志のみで活動）

## 著名な卒業生
- 米倉守（美術評論家）
- 浅田真季（歌手、ラジオパーソナリティ）
- 奥田恭子（バレーボール選手）